# Secret (音楽グループ)
Secret（시크릿、シークレット）は、韓国の女性アイドルグループ。2009年10月にデビュー。TSエンターテインメント所属。グループ名には「秘められた才能」という意味が込められている。彼女達のこれまでの経緯から「シンデレラ系半地下アイドル」と称される。

## メンバー
現メンバー 
| 芸名仮名 | ハングル | ローマ字 | 本名名前     | ハングル | ローマ字   | 生年月日 （満年齢）  |
| -------- | -------- | -------- | ------------ | -------- | ---------- | -------------------- |
| ハナ     | 하나     | Ha-na    | チョン・ハナ | 정하나   | Jung Ha-na | 1990年2月2日（35歳） |

 旧メンバー 
| 芸名仮名 | ハングル | ローマ字  | 本名名前         | ハングル | ローマ字      | 生年月日 （満年齢）    |
| -------- | -------- | --------- | ---------------- | -------- | ------------- | ---------------------- |
| ヒョソン | 효성     | Hyo-seong | チョン・ヒョソン | 전효성   | Jun Hyo-seong | 1989年10月13日（35歳） |
| ジウン   | 지은     | Ji-eun    | ソン・ジウン     | 송지은   | Song Ji-eun   | 1990年5月5日（35歳）   |
| ソナ     | 선화     | Sun-hwa   | ハン・ソナ       | 한선화   | Han Sun-hwa   | 1990年10月6日（34歳）  |

### 詳細
ヒョソン
詳細は「チョン・ヒョソン」のページを参照。
2005年、オーディション番組「Let's CokePLAY バトル神話」(Mnet)に参加し、最終選考まで残る。翌年、グッドエンターテインメントの練習生となり。Wonder Girlsのユビン、AFTERSCHOOLのユイらと共に「五少女」というグループでデビューを目指していたが、事務所の経営難により解散を余儀なくされる。アルバイトをしながらレッスンを続けるも、父親がガンで死亡。ショックで精神障害を起こし、歌手デビューの夢を諦めかけたこともあったが、2009年に現在の事務所と契約し、Secretとしてデビュー。この頃の苦難について本人は「高校3年生からデビュー前まで、笑顔を忘れていたと言っても過言ではありません。・・・少しずつ笑顔を取り戻させてくれた『Secret』のメンバーに感謝したいです」と語っている。
ハナ（ジンガー）
詳細は「チョン・ハナ」のページを参照。
2009年に現在の所属事務所のオーディションに合格し契約。「プッシーキャット・ドールズ」のリードボーカル、ニコール・シャージンガーにちなんで「ジンガー」という芸名でデビュー。2012年に交通事故に遭い、一時活動を休止。この時の心境の変化から、2013年5月より本名の「ハナ」で芸能活動を行うことを決めた。
ジウン
詳細は「ソン・ジウン」のページを参照。
2006年に音楽アカデミーに通い始め、同アカデミーのボーカルトレーナーに抜擢される。2007年にはドラマ「エア・シティ」(MBC)のOSTへ参加(収録曲『Learning To Fly』)、2008年にはドラマ「飛天舞」(SBS)のOST(収録曲『飛天舞歌』)、ドラマ「大韓民国弁護士」(MBC)のOST(収録曲『香水』)へ参加。JYPエンターテインメントのオーディションに合格し、練習生となる。ヨヌの「그대만(君だけ)」にフィーチャリング参加。2009年、「Untouchable 1st Mini Album」へのフィーチャリング参加がきっかけで現所属事務所と契約。
ソナ
詳細は「ハン・ソナ」のページを参照。
2006年、オーディション番組「スーパースターサバイバル」(SBS)に参加。2009年、高校卒業式の翌日に上京し、現所属事務所と契約、Untouchableの『My Boo』(「Untouchable 1st Mini Album」より)にフィーチャリング参加。デビュー後の2009年からKBSのバラエティ番組「青春不敗」にレギュラー出演し、いわゆる「おバカキャラ」で人気を集めた。
2016年10月13日、TSエンターテインメントとの契約が満了によりSecretを脱退。

## 来歴

### 韓国での活動
2009年
- Secretを結成。デビューまでの道のりを「Secret Story」(Mnet)というドキュメンタリー風の番組として放送。
- 10月 デビュー曲「I Want You Back」(デジタル・シングル)の音源をリリース。音楽番組「Mカウントダウン」(Mnet)に初出演した。同月から始まったバラエティ番組「青春不敗」(KBS)にソナがレギュラー出演。
- 12月 ジウンがデジタル・シングル「어젠(Yesterday)」(duet. ファニ)の音源をリリース。

2010年
- 1月 テレビドラマ「ドラゴン桜〈韓国版〉」(KBS)のOSTへの参加(収録曲『Friends』)。
- 4月 1stミニアルバム「Secret Time」をリリース。リードトラック「Magic」のヒットにより知名度を上げる。
- 8月 2ndミニアルバム「Madonna」をリリース。
- 12月 ゴールデンディスク賞新人賞を受賞。同月から始まったバラエティ番組「スクールバラエティ 百点満点」(KBS)にヒョソンがレギュラー出演。

2011年
- 1月 1stシングル「Shy Boy」をリリース。「Mカウントダウン」にてデビュー以来初めて音楽番組で1位となる。
- 2月 「Shy Boy」が音楽番組「ミュージックバンク」(KBS)で3週連続1位になるなど主要音楽番組で1位となる。
- 3月 ジウンがデジタル・シングル「미친거니(Crazy)」(feat. パン・ヨングク)の音源をリリース。ガオンチャート等主要音源サイトで1位になる。
- 5月 「ドリームコンサート2011」に出演。
- 6月 2ndシングル「별빛달빛(Starlight Moonlight)」をリリース。音楽番組「SBS人気歌謡」をはじめ、主要音源サイトで1位になる[14]。
- 10月 1stフルアルバム「Moving In Secret」をリリース。リードトラック「愛はMove」がガオンチャート等主要音源サイトで1位になる。

### 日本での活動
2010年
- 6月 「スカパー!×KBS World SPECIAL 青春不敗 in JAPAN」収録の為、G7のメンバーとしてソナが北海道上川郡美瑛町でロケを行った[15]。
- 8月 「スカパー!PRESENTS『青春不敗 in JAPAN』TALK&LIVE」に出演。

2011年
- 5月 「GFSC『東日本大震災』被災地支援 Charity Campaign 東京伝説2011」、「東日本大震災支援チャリティー한마당(ハンマダン)・大阪 がんばろう!日本」に出演。
- 6月 日本の活動においてソニー・ミュージックアソシエイテッドレコーズと専属契約を結んだことを発表[16]。
- 7月 ラフォーレミュージアム原宿で完全招待制のショーケースライブ「PREMIUM Debut LIVE in Japan "welcome to Secret Time"」を開催。同ライブの模様はUstreamで生中継された[17]。「K-POP FESTIVAL -MUSIC BANK in TOKYO-」に出演。
- 8月 日本デビュー曲「Madonna」をリリース。「お台場合衆国2011 めざましライブ」、「MBC創立50周年記念 K-POP All star Live in Niigata」に出演。
- 11月 1stミニアルバム「Shy Boy」をリリース[18]。

2012年
- 1月 「KISS surppoted by GIRLS AWARD」に出演。
- 2月 2ndシングル「これくらいのサヨナラ」をリリース。
- 3月 「World Music Festival in OKINAWA」に出演。Zepp Osaka、Zepp Nagoya、Zepp Tokyoで初の単独ライブツアー「Secret 1st Japan Tour “SECRET TIME”2012」を開催[19]。
- 6月 3rdシングル「TWINKLE TWINKLE」をリリース[20]。
- 8月 日本で初めてのフルアルバム「WELCOME to SECRET TIME」をリリース[21]。

## エピソード
- グループ名、Secretの由来はデビュー前に理事の机の上に置いてあった本、「ザ・シークレット」にあるという。その内容のように願えば全てが叶うということ[22]。また、「秘密(隠れた魅力)がとても多い少女たち」という意味が込められている[1][23]。
- 2009年、それまで別々の事務所で練習生生活を送ってきた4人が現所属事務所と専属契約を結び、グループを結成。携帯電話を没収され、半地下にある1Kの薄暗い部屋で共同生活を行うことになった。ソナはアルミ箔をカーテンの替わりに使用していた。[24]厳しいレッスンを経てデビューしたものの、デビュー曲は鳴かず飛ばず。ソナがレギュラー出演した青春不敗の初収録日こそがシークレットのデビューの日であった。翌年、活動曲「Magic」のヒットにより念願の半地下生活からの脱出に成功した。劣悪な環境の中での生活が4人の距離を縮め、「絶対に成功するぞ」という共通意識が芽生えたという[25]。

## ディスコグラフィー

### 韓国

#### デジタル・シングル
| 枚  | 発売日         | タイトル        |
| --- | -------------- | --------------- |
| 1st | 2009年10月14日 | I Want You Back |
| 2nd | 2012年12月4日  | Talk That       |

#### シングル
| 枚  | 発売日        | タイトル                      |
| --- | ------------- | ----------------------------- |
| 1st | 2011年1月6日  | Shy Boy                       |
| 2nd | 2011年6月1日  | 별빛달빛(Starlight Moonlight) |
| 3rd | 2013年12月9日 | Gift From Secret              |

#### ミニアルバム
| 枚  | 発売日        | タイトル           |
| --- | ------------- | ------------------ |
| 1st | 2010年4月6日  | Secret Time        |
| 2nd | 2010年8月12日 | Madonna            |
| 3rd | 2012年9月13日 | Poison             |
| 4th | 2013年4月30日 | Letter From Secret |
| 5th | 2014年8月11日 | Secret Summer      |

#### フルアルバム
| 枚  | 発売日         | タイトル         |
| --- | -------------- | ---------------- |
| 1st | 2011年10月18日 | Moving in Secret |

#### 参加アルバム
| 枚  | 発売日        | タイトル               |
| --- | ------------- | ---------------------- |
| 1st | 2010年1月25日 | KBS 勉強の神 Part2 OST |

#### ジウン ソロ活動曲
| 枚  | 発売日         | タイトル        | 販売形態           | 備考                               |
| --- | -------------- | --------------- | ------------------ | ---------------------------------- |
| 1st | 2009年12月15日 | 어젠(Yesterday) | デジタル・シングル | duet. ファニ、ソロバージョンも有り |
| 2nd | 2011年3月3日   | 미친거니(Crazy) | デジタル・シングル | feat. パン・ヨングク               |

### 日本

#### シングル
| 枚  | 発売日        | タイトル             | 最高位 |
| --- | ------------- | -------------------- | ------ |
| 1st | 2011年8月3日  | Madonna              | 9      |
| 2nd | 2012年2月29日 | これくらいのサヨナラ | 17     |
| 3rd | 2012年6月13日 | TWINKLE TWINKLE      | 16     |
| 4th | 2014年2月5日  | I Do I Do            | 14     |
| 5th | 2014年7月23日 | YooHoo               | 17     |

#### ミニアルバム
| 枚  | 発売日         | タイトル | 最高位 |
| --- | -------------- | -------- | ------ |
| 1st | 2011年11月16日 | Shy Boy  | 9      |

#### フルアルバム
| 枚  | 発売日        | タイトル               | 最高位 |
| --- | ------------- | ---------------------- | ------ |
| 1st | 2012年8月22日 | WELCOME to SECRET TIME | 11     |

## 出演

### 韓国

#### テレビ
- Secret Story (2009年9月、Mnet)

ソナ
- 青春不敗 (2009年10月23日 - 2010年12月24日、KBS 2TV)
- 家族が必要で シーズン4 (2010年1月21日 - 5月14日、MBC EVERY1)

ヒョソン
- 少年少女歌謡白書 (2009年11月9日 - 2010年2月12日、Mnet・KMTV)
- スクールバラエティ 百点満点 (2010年12月11日 - 2011年5月28日、KBS 2TV)
- The Show (2011年4月15日 - 、MTVコリア)

ジウン
- 自由宣言土曜日「不朽の名曲2」 (2011年6月11日 - 6月25日、KBS 2TV)

#### CM
- ネネチキン (2011年)

### 日本

#### 音楽番組
- M countdown（BSジャパン、2011年1月・2月）日本語字幕付き放送
- ミュージックバンク（BSジャパン、2011年6月・7月・8月・11月）日本語字幕付き放送
- 魁!音楽番付〜EIGHT〜（フジテレビ、2011年8月3日・8月10日）
- カミスン!（TBS、2011年8月8日）
- COUNT DOWN TV（TBS、2011年8月14日）
- MJ presents K-POPスペシャル（NHK総合、2011年2011年9月25日・11月8日）
- MUSIC JAPAN（NHK総合、2011年12月4日）
- K-POP All star Live in Niigata（BSフジ、2011年10月23日・12月29日）

#### その他のテレビ
- 恋する★コリア!（テレビ東京、2011年7月31日）
- 韓国発!ガールズグループコレクション"Secret"(TBSチャンネル、2011年7月31日）
- MADE IN BS JAPAN（BSジャパン、2011年8月3日・10月12日）
- テレビでハングル講座（NHK教育、2011年8月30日[第21課]）
- 韓ラブ（BS11、2011年9月5日[Secret, PREMIUM Debut LIVE in Japan]・12月12日・12月19日[古家の部屋、2週連続出演]）

## 受賞歴
- ゴールデンディスク賞 新人賞(2010年12月9日)
- 2013年大韓民国大衆文化芸術賞　文化体育観光部長官表彰